# Al-Mahdi al-Wazzani
Al-Mahdi al-Wazzani (arabisch المهدي الوزاني al-Mahdῑ al-Wazzānī; geb. 1849 in Ouezzane; gest. 11. September 1923 in Fès) war ein marokkanischer islamisch-malakitischer Gelehrter. 

## Leben
Al-Wazzani wurde in Ouezzane geboren. Aus dieser Stadt leitet sich auch seine Nisba „al-Wazzani“ ab. Seine Familie führt ihre Abstammung auf einen Enkel Hasans zurück. Erste Unterweisungen erhielt al-Wazzani von seinem Vater. Seine spätere Ausbildung erfolgte in der Qarawīyīn-Moschee in Fès.
Er war Mufti von Fès. 1910 veröffentlichte er die Arbeit zu seiner umfangreichen Sammlung von malikitischen Fatwas ab (kurz: al-Miʿyār al-ǧadīd (al-Mi’yar al-Dschadid) bzw. an-Nawāzil al-ǧadīda al-kubrā).
Zu seinen Werken zählt auch eine Widerlegung von Muhammad Abduhs Verbot von tawassul.
In neuerer Zeit hat sich Etty Terem um die Erforschung von Person und Werk verdient gemacht.

## Ausgaben
- Ibn-ʿAbbād, ʿUmar (Hrsg.): [al-Miʿyār al-ǧadīd al-ǧāmiʿ al-muʿrib ʿan fatāwā al-mutāʾaḫḫirīn min ʿulamāʾ al-Maġrib] an-Nawāzil al-ǧadīda al-kubrā : fī mā li-ahl Fās wa-ġairihim min al-badw wa-'l-qurā ; al-musammāh bi-'l-Miʿyār al-ǧadīd al-ǧāmiʿ al-muʿrib ʿan fatāwā al-mutaʾaḫḫirīn min ʿulamāʾ al-Maġrib / taʾlīf Abī-ʿĪsā Saiyidī al-Mahdī al-Wazzānī. Qābalahū wa-ṣaḥḥaḥahū ʿala 'n-nusḫa al-aṣlīya ʿUmar Ibn-ʿAbbād. al-Muḥammadīya : Maṭbaʿat Faḍāla, 1996, ISBN 9981-826-28-6 (SUB GÖ)